# Heinz Schmidt (Theologe)
Heinz Schmidt (* 8. Juni 1943 in Heidelberg; † 30. April 2025 in Mannheim) war ein deutscher evangelischer Theologe und emeritierter Hochschullehrer. Von 2001 bis 2009 war er Direktor des Diakoniewissenschaftlichen Instituts der Universität Heidelberg.

## Werdegang
Heinz Schmidt studierte evangelische Theologie in Tübingen, Heidelberg und Göttingen. Er wurde 1976 in Heidelberg zum Doktor der Theologie promoviert. Von 1976 bis 1979 war er Dozent am Pädagogisch-Theologischen Zentrum in Stuttgart, von 1979 bis 1987 Professor für evangelische Theologie in Frankfurt. 1981 wurde er zu einem Thema der praktischen Theologie habilitiert. Ab 1987 war er Professor für Praktische Theologie am Fachbereich für evangelische Theologie der Johann Wolfgang Goethe-Universität Frankfurt am Main, 1988 folgte der Ruf als Professor für Praktische Theologie an die Universität Münster. 1994 kehrte er als Professor für Praktische Theologie an die Universität Heidelberg zurück. Dort übernahm er, als Nachfolger von Theodor Strohm (1933–2025), von 2001 bis 2009 die Leitung des Diakoniewissenschaftlichen Instituts. 
Heinz Schmidt war Austauschprofessor am College of New Jersey, ehemals Trenton State College, und absolvierte zahlreiche Forschungsaufenthalte in den Vereinigten Staaten, unter anderem an der Princeton University, der University of Chicago und der Stanford University.

## Schriften (Auswahl)
- mit Jörg Thierfelder: Siebenundzwanzig Unterrichtseinheiten für den Religionsunterricht im siebten, achten Schuljahr. Calwer, Stuttgart 1978, ISBN 978-3-7668-0554-6.
- Didaktik des Ethikunterrichts.Bd. 1–2. Kohlhammer, Stuttgart 1982/84.
- Religionsdidaktik.Bd. 1–2. Kohlhammer, Stuttgart 1982/84.
- Leitfaden Religionspädagogik. Kohlhammer, Stuttgart 1991, ISBN 978-3-17-011543-9.
- Theologie und Ethik in Lernprozessen. Calwer, Stuttgart 2003, ISBN 978-3-7668-3848-3.
- Der Calwer Verlag im kulturellen und kirchlichen Wandel. Calwer, Stuttgart 2015, ISBN 978-3-7668-4351-7.